# Mắm ba khía

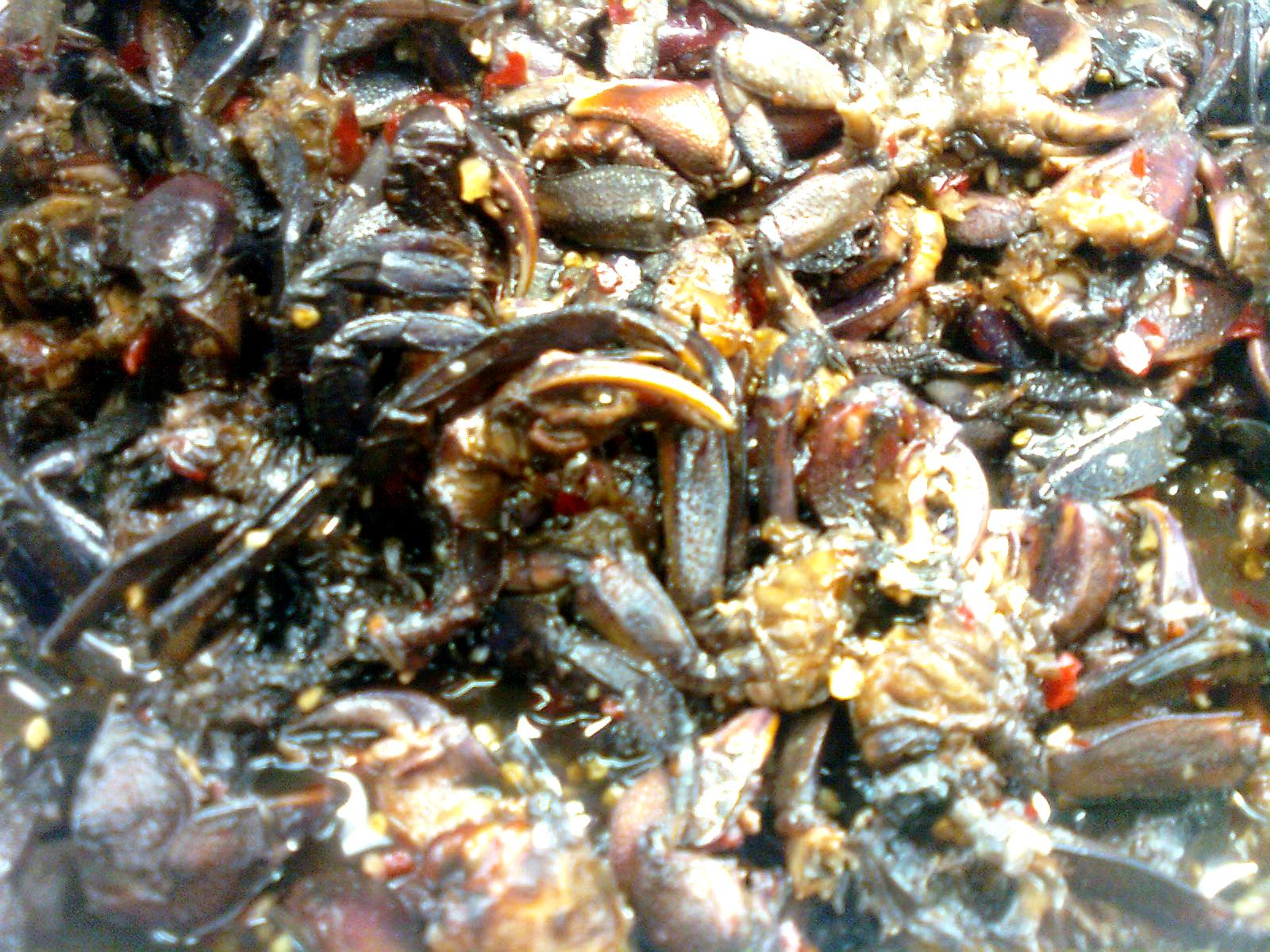
Mắm ba khía

Mắm ba khía, là loại mắm được làm chủ yếu từ con ba khía (một loài họ cua có càng to, đặc trưng ở vùng Nam bộ, sống tập trung ở vùng nước lợ, mặn, trải từ Cần Thơ đến Sóc Trăng, Cà Mau, nhiều nhất ở U Minh. Do có ba gạch ở trên lưng nên được đặt tên ba khía).

### Chuẩn bị
Mỗi năm ba khía chỉ "hội" (tập trung) một lần vào 3-4 đêm của tháng 10,vào mùa nước lên, khi những hang dày đặc của chúng dưới gốc đước, gốc mắm bị chìm trong nước, ba khía phải leo lên những rễ cây để trú ẩn và giao phối. Để bắt ba khía người dân Nam bộ phải ngủ rừng, ăn cơm bờ bụi, chịu đựng môi trường khắc nghiệt nhiều đỉa, vắt, muỗi,.... Đi “làm ba khía” được xem là "nghề hạ bạc của con nhà nghèo".

### Phương pháp chung bảo quản
Ba khía bắt về rửa sạch bùn đất, thả từng “trự” vào nồi hoặc lu có chứa sẵn nước muối.Chất lượng của ba khía sau này phụ thuộc độ mặn của nước muối(lạt quá ba khía hư, mặn quá ba khía sẽ rụng càng, đen da, chát thịt, nếu lẫn nước mưa thì sẽ trở mùi). Công đoạn này đòi hỏi nhiều kỹ thuật và kinh nghiệm. Sau đó lấy lá dừa nước phủ lên. Ba khía làm “tới” có thể để cả năm không hư hỏng..Phần nước muối còn lại trong khạp sau khi bảo quản ba khía có thể dùng nấu nước mắm rất ngon.

## Thực hiện
Ba khía rửa sạch bằng nước sôi, tách mai, đập dập sơ hai càng.
Thêm tỏi, ớt, chanh, đường cát trắng vào rồi cho khóm bằm nhỏ, xoài xắt sợi, khế vừa chín tới xắt nhỏ, trái cóc đập dập.
Trộn đều tất cả với ba khía, để đó cho thấm qua ngày thì ăn được.

## Thưởng thức
Ba khía thường ăn với cơm như các món mắm Việt Nam khác, phần nước trộn giàu đạm có thể dùng làm nước chấm.
Hương vị của mắm ba khía: "thơm mùi đặc trưng khác với những loại mắm tôi từng ăn, càng ba khía mập mạp đỏ au, cắn vỡ ra để lộ những miếng thịt mằn mặn hơi giống thịt cua muối, ăn kèm khế chua chua, gừng cay nồng và những gia vị, rau thơm khác làm vị giác kích thích dễ sợ."

## Văn học
Tháng bảy nước chảy Cà Mau
Tháng mười ba khía, hội kéo nhau đi làm
U Minh, Rạch Gốc, rừng tràm
Muỗi kêu kệ muỗi tao ham ba khía rồi
(Dân ca)